# Фуразаза
Фуразаза — муніципалітет в Іспанії, у складі Комарка Ногера, у провінції Леріда, Каталонія.